# Họ Chích lá
Họ Chích lá (danh pháp khoa học: Phylloscopidae) là một họ chim ăn sâu bọ mới miêu tả gần đây, trước kia được đặt trong họ Lâm oanh (Sylviidae). Các thành viên trong họ này sinh sống tại đại lục Á-Âu, từ Wallacea tới châu Phi (còn chích Bắc Cực sinh sống ở phía đông tới Alaska). Phần lớn sống trong rừng và các cụm cây bụi, thường xuyên bắt mồi khi đang bay.
Các loài có kích thước khác nhau, thường có bộ lông ánh lục hay lục xám phía trên và ánh vàng hay vàng nâu phía dưới, ít hoặc không thay đổi theo mùa. Đuôi không dài và có 12 chiếc lông vũ (không giống như các loài tương tự của chi Abroscopus chỉ có 10 lông vũ ở đuôi).
Họ Phylloscopidae chứa 2 chi, là Phylloscopus và Seicercus.